# 福島聯足球會
福島聯足球會（Fukushima Yunaiteddo Efushī），是一支位於日本福島市的足球會。球會於2006年成立，是福島柏拉達球會（FC Pelada Fukushima）和貴族足球會（Junkers）合併而成。球會原本在日足聯作賽，2014年加入新成立的日丙聯賽，首個球季排在第7名。

## 外部連結
- （日語） 福島聯足球會官方網站 （页面存档备份，存于）